# Rakoń (dopływ Kokny)
Rakoń (Rakon; niem. Krebsfliess) – struga dorzecza Warty, lewostronny dopływ Kokny o długości 24,02 km.